# Al-Dżunajna (As-Suwajda)
Al-Dżunajna (arab. الجنينة) – miejscowość w Syrii, w muhafazie As-Suwajda. W 2004 roku liczyła 2580 mieszkańców.